# Faisan de Hume
Syrmaticus humiae
Espèce
Statut de conservation UICN

 NT  : Quasi menacé
Statut CITES
Le Faisan de Hume (Syrmaticus humiae) est une espèce d'oiseaux de la famille des Phasianidae. Son nom scientifique comme son nom vernaculaire commémore Mary Ann Grindall Hume, femme du naturaliste britannique Allan Octavian Hume qui a décrit l'espèce.

## Distribution
Nord-est de l’Inde, Myanmar (ouest, nord et est), sud-ouest de la Chine, nord-ouest de la Thaïlande.

## Sous-espèces
- S. h. humiae (Hume, 1881) — massif de Purvanchal (en)
- S. h. burmanicus (Oates, 1898) — sud-ouest de la Chine (Kouangsi, sud-ouest du Yunnan), nord et est du Myanmar, nord-ouest de la Thaïlande.

## Habitat

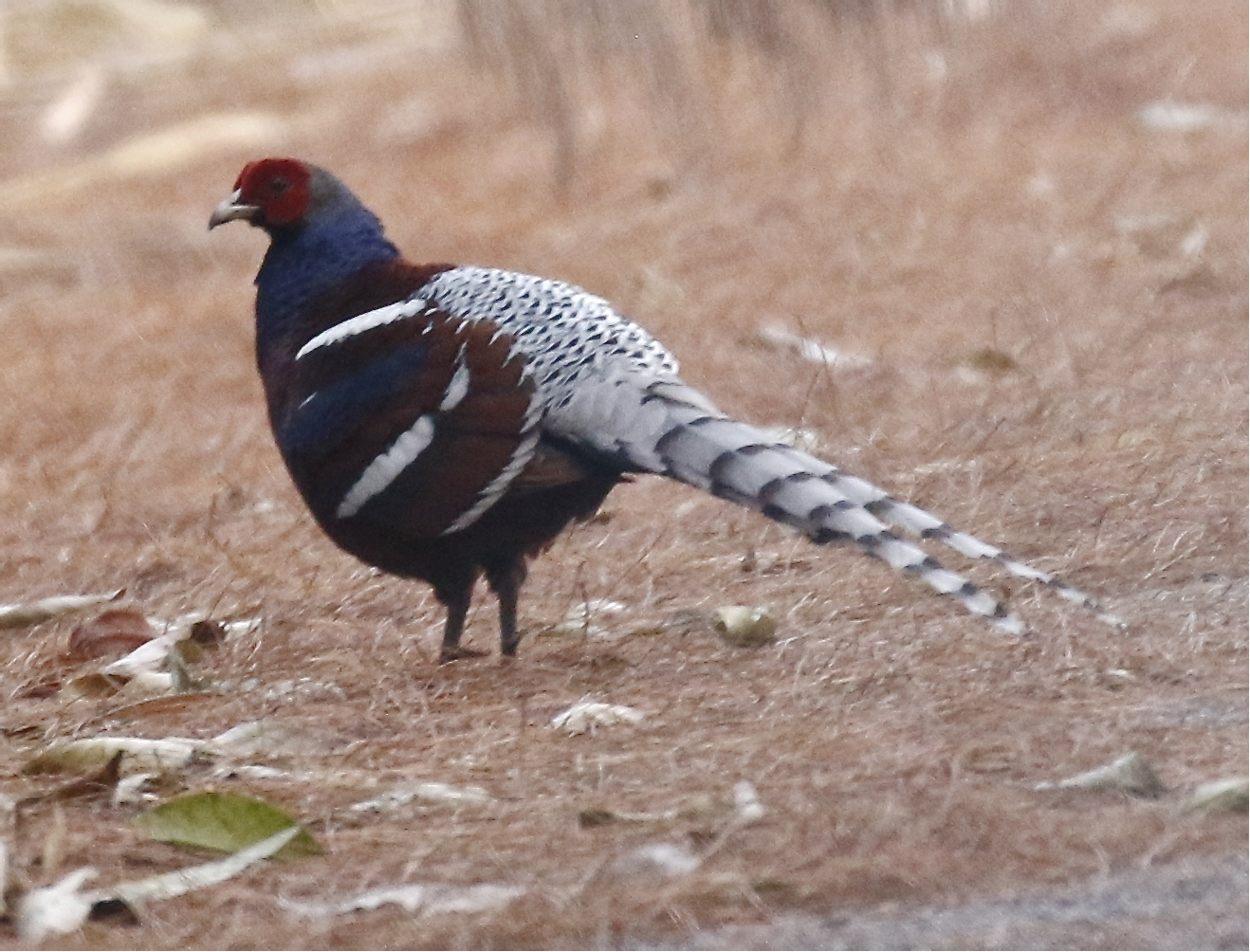
Faisan de Hume en Thailande

Le faisan de Hume est typiquement inféodé aux forêts ouvertes de chênes (Lithocarpus, Cyclobalanopsis, Quercus) et de pins du Yunnan (Pinus yunnanensis) pourvues de clairières herbeuses disséminées, de fougères et de buissons entre 1200 et 3000 m mais il a aussi été trouvé dans des plantations de conifères (Hennache & Ottaviani 2006). D’après Iamsiri et Gale (2003) ce faisan préfère une végétation herbacée courte, clairsemée, sous des forêts sempervirentes ; c’est pourquoi les forêts à proportion élevée de pins sont importantes car elles s’accompagnent d’une strate herbacée courte et clairsemée.

## Alimentation
Son régime alimentaire comporte des fruits, des baies, des graines, des feuilles, des bourgeons et des racines d’une quarantaine de plantes recensées. Les arbres sont exploités pour leurs feuilles et leurs fruits : le pin du Yunnan (Pinus yunnanensis), le sapin chinois (Cunninghamia lanceolata), les chênes sempervirents du genre Cyclobalanopsis et caducs du genre Quercus, et enfin le châtaignier (Castanopsis delavyi). Des champignons et des insectes complètent ce régime. Des analyses de contenus d’estomacs révèlent qu’en période de reproduction, les plantes représentent plus de 97 % de l’alimentation des adultes, alors que les insectes constituent de 50 à 90 % de celle des jeunes.

## Comportement non social
L’activité de nourrissage a lieu à l’aube et le soir, les faisans de Hume restant à couvert dans la forêt la journée. Ils juchent d’habitude individuellement dans les arbres et les buissons, parfois en petits groupes (Hennache & Ottaviani 2006).

## Comportement social
Hors saison de reproduction, les faisans de Hume forment de petits groupes, probablement familiaux, de 3 à 5 individus. Ces groupes, constitués de femelles et de jeunes, fourragent sur le sol, le plus souvent ensemble sous la conduite d’un mâle adulte. Toutefois des sujets isolés ont été observés en quête de nourriture dans des herbes denses et des buissons en lisière de forêt. Les anciennes observations faisant état de groupes de 8 à 10 sujets ne semblent plus de règle de nos jours (Hennache & Ottaviani 2006).

## Parade nuptiale
Le mâle adopte une position horizontale du corps avec la queue déployée, les plumes du croupion gonflées, l’aile située du côté de la femelle abaissée et les caroncules étalées.
En parade frontale, il garde tous ses attributs déployés, mais adopte une attitude différente
avec le corps écrasé au sol, la queue déployée et ramenée en avant tout en écartant et en
posant les ailes sur le sol, ce qui lui confère un aspect fort impressionnant. Puis, relevant le corps tenu à la verticale, il s’approche de la femelle, alors couchée au sol où l’accouplement se produit (Hennache & Ottaviani 2006).

## Nidification
Les observations de groupes de faisans de Hume sous la conduite d’un seul mâle suggèrent que cette espèce est polygame. En milieu naturel, la nidification a lieu entre mi-mars et mai et des accouplements ont été observés dans des clairières de forêt. Le nid est habituellement composé de feuilles mortes, de rameaux de pin du Yunnan, de fibres de lianes et de plumes de la femelle. Celle-ci confectionne le plus souvent son nid directement sur la litière végétale d’une forêt de pins ou de chênes (Davison 1979).

## Statut, conservation
La destruction de l’habitat et la chasse alimentaire sont les deux principales causes de raréfaction de cette espèce. Les brûlis annuels empiétant sur son biotope forestier, les reboisements avec des plantations denses de conifères et l’intensification de l’agriculture posent problème en Thaïlande. Le raccourcissement des périodes d’alternance entre le battage des céréales et le brûlis des chaumes constituent une pratique agricole brutale dans le nord-est de l’Inde.
Cependant, aujourd’hui, Birdlife International (2004) ne la considère plus que comme « presque menacée » en raison de la découverte récente de 20 nouveaux sites où l’espèce serait présente dans le nord-est de l’Inde, et de 24 autres qui restent à confirmer.